# 太平洋戦記
『太平洋戦記』（たいへいようせんき）は、ジェネラル・サポートから第1作1996年に発売されたウォー・シミュレーションゲームのシリーズ、及びその第1作。1941年から1945年にかけて、日米間で戦われた太平洋戦争を、戦略級規模で再現する。その後Windowsにプラットフォームを移し2003年に『太平洋戦記2』、2012年に『太平洋戦記3 最終決戦』と言った続編が発売されている。

## ゲームの内容
ゲームに登場するのは、西はインド洋、東はハワイまで。基本的に日米間で争われるが、条件によってはソ連も参戦する。なお、アメリカをはじめとした連合軍側でのプレイは行えない。1ヶ月を10ターンに区切り、日米はメインとなる作戦フェイズで、1ターンにつき30～50回（ユーザーが任意で設定可能）のコマンドを発行し、ターンを終える。
根拠地の中には鉄鉱石、ボーキサイト、原油を産出するものが有り、輸送船、タンカー、或いは鉄道を用いて工場の存在する根拠地に運び込む事により、鉄、アルミニウム、燃料という戦略物資を生産できる。更にその戦略物資を用いて各種艦船、航空機、陸上兵力、弾薬を製造し、戦争を継続する。
10カ所の連合国軍重要根拠地を占領する事で、日本の勝利となる。

## ターンの流れ
1ターンは複数のサブフェイズに分割され、イベントフェイズ、外交フェイズ、開発フェイズ、生産フェイズ、戦闘フェイズ…と言った順に、日米が交互に実行していく。

## 資源の産出と輸送
プレイヤー担当の日本軍は戦争遂行のために、南方（いわゆる東南アジア）を速やかに占領し、物資を日本本土に輸送し加工する必要がある。少数であるが、本土以外にも工場が存在し、輸送コストを削減できる。また、大量の資源を運ぶために、大量の輸送船とタンカー、そして連合軍の潜水艦による通商破壊戦に対応するため、相当数の護衛艦隊を編成する必要がある。そして、これらを運用するために少なからぬ燃料・弾薬を消費することになる。
なお、陸路で繋がった拠点間の資源輸送はある程度は自動化することができる。そのほか、定期航路に該当するものも、自動化が可能である。

## 根拠地
陸上兵力、艦船、航空機、各種物資を収納する事ができる。資源の産出される根拠地や、工場の存在する根拠地もある。
他のパラメータとして、陣地（陸戦、被爆撃時に影響）、飛行場、泊地（艦船が停泊できる穏やかな海域）が有る。飛行場や泊地には規模が有り、それによって航空隊や艦船の運用が制限される。民度の低い根拠地には警備兵力を置いておかねば、ゲリラが蜂起し、占拠されてしまう事がある。
陸続きの根拠地とは道路で繋がっており、陸上兵力の移動が可能。陸上拠点間の物資の輸送には、両根拠地間に鉄道が敷設されている必要がある。また、鉄資源と労働力を消費するが、プレイヤーが新たに鉄道を敷設することも可能となっている。

## 工場
各工場は各月第1、第6ターンのみ、根拠地の鉄を消費して、増築する事が可能である。鉄鉱石から鉄を生産する製鉄所、ボーキサイトからアルミニウムを生産する精錬所、原油から燃料を生産する精油所、鉄から弾薬を生産する弾薬工場のほか、鉄から艦船を建造するドック、鉄とアルミニウムから航空機を生産する航空機工場がある。各種の工場の規模は、その拠点によってまちまちである。また、期間はかかるものの、鉄を消費して増設することも可能となっている（増設のみであり、新規に建造することはできない）。

## 艦船
航空母艦、戦艦、駆逐艦、商船などがある。運用には燃料と弾薬が必要となる。各艦船のパラメータとしては、耐久力（ゲーム上ではステップと表記）、備砲、速力、航空機搭載機数などが有る。これら艦船の内から、大型艦20隻（内、空母は6隻）、小型艦20隻以内、商船20隻以内、合計60隻以内で艦隊を組む事ができる。
艦船はドックの有る根拠地で、鉄を消費して建造が可能。大型艦の建造には数十ヶ月の期間と大量の鉄が要求される。また、ドックでは艦船を任意に解体して鉄に戻す事が可能。

## 航空機
戦闘機、爆撃機、艦上戦闘機、艦上爆撃機、艦上攻撃機、水上機等が有る。運用には燃料と弾薬が必要（ただし空母での運用時は、弾薬は消費されない）。主なパラメータとしては、武装、防御力、機動力、航続距離、燃料消費、整備ポイントなど。急降下爆撃性能を持つ機体は爆撃の命中率が非常に高く設定されている。
一度使用した航空機は、陸上部隊である「整備部隊」が「整備力」を発揮する事により、未使用状態に回復する。その際のコストが整備ポイントである。新型機や大型機は整備の手間がかかるため、比較的大きな値が設定されている。
新型機の開発時に、特定の機種を優先的に開発することや、試作段階で開発を中止することなどが可能であり、史実では敗戦に間に合わなかった新型機を配備する事も可能となっている。

## 陸上兵力
陸上兵力は特定根拠地において、各月第1ターンに鉄を消費して動員することが可能である。
陸上兵力には、攻撃部隊、守備部隊のほか、治安維持のための治安部隊(太平洋戦記2のみ)、連合軍専用の民兵部隊、根拠地の各種パラメータを強化する工兵部隊、使用済み航空機を未使用状態に整備するための整備部隊がある。太平洋戦記2にはこれらと独立した戦車も登場する。

## 海戦
日米双方の艦隊が接近すると、海戦が発生する。
双方、射程の長い艦から順に攻撃を行っていく（攻撃は同社の激闘!ソロモン海戦史シリーズと異なり、同じ射程を持つ艦全てが同時に処理される）が、海戦が何ターン行われるかは、双方の作戦と艦隊速度に依存する（端的に言えば、速度の勝る艦隊の方に、決戦か離脱かの選択権がある）。
戦略級シミュレーションゲームのため、海戦は簡易化されており、大雑把な作戦と攻撃目標を指示するだけで、後は自動的に進行する。なお、砲撃の命中率などは、開戦当初は日本軍が有利に設定されているが、年々米軍が有利になっていく。

## 陸戦
日米いずれかの拠点に、敵対する陸上兵力が進入、もしくは上陸作戦を行う事で発生する。これは、攻撃側・防御側のいずれかが撤退、全滅、或いは士気が尽きる事で潰走するまで継続される。5ターンが経過すると、自動的に攻撃側の敗北となる。士気は、開戦当初は日本軍が有利に設定されているが、やはり、年々米軍が有利になっていく。
陸戦は非常に簡略化されており、プレイヤーは簡単な命令を与えるだけで、自動的に進行する。ルール上、守備側が大変有利に設定されており、事前に入念な航空攻撃や艦砲射撃によって、陣地や敵兵を疲弊させておく必要が有る。

## 空戦
日米いずれかの航空隊が敵の拠点もしくは艦隊近辺に到達する事により、発生する。航空隊は4機種以内の機種で編成され、最大機数は999機×4機種となる。
防御側は攻撃に対応し、乱数と既に開発されているレーダーによって決定される数の戦闘機を、迎撃に充てる事ができる（乱数によっては全く迎撃ができない場合も有り得る）。
まずは双方の航空隊による空中戦が展開されるのだが、攻撃の順番は、航空機の速度を元とした機動力の順に行われ、攻撃の結果には航空機の性能の外に、航空兵の錬度が影響を及ぼす。
空中戦を生き残った攻撃側航空隊は、本来の目標に突入し、攻撃することができる。航空機の損害の大きい場合、空戦終了後に、それに応じて錬度が低下する。

## シナリオ
第1段階作戦
開戦より、南方資源地帯占領までのショートシナリオ。
第2段階作戦
第1段階作戦後のミッドウェイ島及びソロモン海域での戦いを描く。
ガダルカナル攻防戦
ガダルカナル島への米軍の反攻を迎え撃つ。
マリアナ防衛戦
絶対国防圏であるマリアナ諸島（サイパン、テニアン等）への米軍の来寇を迎え撃つ。
本土決戦
焦土と化した日本本土に殺到する米軍から、神州を守り抜く。
大東亜戦争（標準）
大東亜戦争を開戦より1947年まで戦い抜くキャンペーン・シナリオ。
ライジングサン
もし日本が八八艦隊を建造していたら…？歴史のifを描くキャンペーン・シナリオ。
第1段階作戦（入門編）
兵力の配備や資源量などが日本軍有利となっている。
大東亜戦争（入門編）
兵力の配備や資源量などが日本軍有利となっている。
マリアナ防衛戦（架空編）
兵力の配備が日本軍有利となっている。事実上の入門編である。

## シリーズ作品

### 太平洋戦記Win95
Windows用。1997年発売。各種操作性の改良、自動化、兵器の追加などがなされた。

### 太平洋戦記2
Windows用。2003年発売。操作性の向上やバランス調整などの他、主な変更点は以下の通り。
- 外交の導入により、勝利条件が変更になった。連合国各国との講和や親日国との交渉などが可能。
- 日本軍による通商破壊戦、ドイツとの連絡、米国本土爆撃などの新要素の導入。
- ショートシナリオからキャンペーンへの移行が可能になった。
- エディター機能の搭載。
- 空挺部隊の導入。輸送機を用いて空挺降下を行えば、現地の工場を損傷無しに接収することなどが可能。
- 戦車の導入。

### 太平洋戦記3 最終決戦
Windows用。2012年発売。シリーズ最終作と銘打っている。シナリオは従来の1941年の日米開戦時のもののみならず、1939年のノモンハン事変の時期より開始のものを含むキャンペーン3本、ショートシナリオ9本の合計12本。登場兵器は総計1099種類。新たに甲標的による港湾襲撃、風船爆弾、航空母艦の飛行甲板長と言った要素が追加され、航空機については機体とは別に発動機の開発が行われるシステムとなり、機体も航空機メーカー各社に開発指示を与えるかたちになるなど細分化された。また軍馬や火砲もデータ化され、従来あった紫電改の艦上戦闘機型などの計画はあったが生産に至らなかった兵器や、史実では計画が無かった改装艦なども多く登場する。